# Uillian Correia
Uillian Correia Granemann (Fátima do Sul, 27 settembre 1989) è un calciatore brasiliano, centrocampista dell'Oeste.

## Caratteristiche tecniche
Il ruolo che ricopre in campo è quello di mediano.

## Carriera
È cresciuto nelle giovanili dell'Atlético Paranaense